# Tizenkét közmondás
A Tizenkét közmondás (Twaalf spreuken op borden) Idősebb Pieter Bruegel festménye. Legkorábbi ismert festménye, amit szignóval látott el. Hátlapján a "15(5)8 BRVEGHEL" felirat látható.
A mű ezek szerint egy évvel korábban készült, mint a Flamand közmondások című festménye. Egyes alakok szinte változatlan formában jelennek meg azon a képen is. A Holdra vizelő férfi némileg más szerepkörben.
Mostoha körülmények közül került elő a 20. században. Egy gazdaságban találtak rá, ahol hosszú ideig savanyú káposztás hordó fedéléül szolgált. Legjobban a mű alsó része károsodott. A medalionok háttere is komoly restauráció eredménye.
A közmondásokat kör alakú medalionokon ábrázolta a Mester egységes, vörös háttérrel, amelyeket barna keret fog össze. A képek alatt olvashatók a flamand nyelvű közmondások.
Az antwerpeni Mirdi Mayer van den Bergh Múzeum tulajdona.
Eredetiségét megerősíteni látszik, hogy a művész Pieter fiának is ismert egy hasonló, kilenc közmondást megjelenítő alkotása. Illetve néhány hasonló, egy-egy közmondást ábrázoló medalionja.

## Az ábrázolt szólások
- 1. Az ital nyomorba dönt, rossz hírbe hoz és tönkretesz.
- 2. Köpönyegforgató (változtatgatja a véleményét aszerint, hogy kivel beszél. Olyan, mint a szélkakas.)
- 3. Egyik kezében parázs (tűz), másik kezében víz (kétszínű)

„Tüzet viszek jobb kezemben és vizet a balban,
Kell nekem a letyepetye, hogy számat ne tartsam.”
- 4. Két szék között hamuba ül (addig válogat a lehetőségek között, amíg mindenről lekésik)

„Senki nem kap rajta, amint korhelykedem,
Ilyenkor két szék közt hamuban a helyem.”
- 5. Akkor temeti be a kutat, miután a borjú már belefulladt (a bajt a megtörténte után próbálja elhárítani)

„Ügyefogyott, rossz a gazda, mire jó a kút?
Betemetni már mi haszna, ha a borjú belefúlt?”
- 6. Rózsát (más tájakon gyöngyöt) hint a disznók elé (méltatlanokra pazarol figyelmet)
- 7. Csengettyűt köt a macska nyakába (ha mindenki tud a tervről, akkor könnyen kudarc lehet a vége)

„Méreg hevít, harci kakas lettem mára;
Csengőt kötök a macskára.”
- 8. Nem tudja nézni a nap fényét a vízben (féltékeny, irigy mások sikerére)
- 9. Fejjel megy a falnak (valamit ostobán, erővel és nem ésszel próbál elérni)

„Kötekedek, s mindig másban keresek okot,
Nagy dühömben fejjel falnak ezért rohanok.”
- 10. A kerítőhálón kívül próbál halat fogni (ott próbálkozik, ahol nem érhet el eredményt)

„Másnak a föle jut, nekem csak az alja,
Háló mögött halászva sose lelek halra.”
- 11. Kék köpenyt terít a férjére (megcsalja)
- 12. A Holdra vizelni (lehetetlent akarni)

## Egyéb flamand közmondások
Lásd: Flamand közmondások a németalföldi festészetben